# Лидерски принцип (нацистка Германия)
В политическата история на Германия Führerprinzip (Принцип на лидера) е основата на изпълнителната власт в правителството на нацистка Германия (1933 – 1945), което означава, че думата на фюрера е над всички писани закони и че правителствените политики, решения и служби целят изпълнението на волята на фюрера. На практика Führerprinzip е диктатурата на лидера, определящ идеологията и политиката на дадена партия; следователно такава лична диктатура е основна характеристика на фашизма.
Нацисткото правителство прилага Führerprinzip в цялото гражданско общество на Германия, като по този начин бизнес организациите и гражданските институции се ръководят от назначен лидер вместо от избран комитет от експерти, особено училищата (публични и частни), спортните асоциации и фабриките. Заемащ централно място в нацистката пропаганда, принципът на лидера изисква лично подчинение спрямо върховния водач, който чрез личното си решение и волева сила решително пренебрегва върховенството на закона, присъщо на легитимното правителство, упражнявано от назначени комисии, бюрокрации и избрани парламенти.
В историята на Германия културната интерпретация на лидерите на германската нация — от крал Фридрих Велики (управлявал от 1740 до 1786 г.) до канцлера Ото фон Бисмарк (управлявал от 1871 до 1890 г.) — и националната култура на скандинавската сага подчертават ултранационалистическата стойност на Führerprinzip, политическата власт на далновиден върховен водач, обожествяван от народа.